# Siamesisk kampfisk
Siamesisk kampfisk (latin Betta splendens) er en fisk, der stammer fra Asien. Oprindeligt kommer den fra rismarkerne i Thailand, Cambodja, Laos og Vietnam, hvor der pga. lav vandstand og høje temperaturer ikke er særlig meget ilt i vandet. Fisken besidder et særligt organ kaldet labyrint, der gør det muligt for fisken at kunne udnytte atmosfærisk luft.
Det er en populær fisk til ferskvandsakvarier. Hanner kan ikke holdes sammen i et akvarie, da disse vil kæmpe til døden.
Fiskene bliver opdrættet til akvariehobbyen i mange forskellige farver, mønster samt former. Disse er også underlagt avls standarter iht. International Betta Congres (IBC).
IBC Opdrætter Victoria Stark (US) har udgivet et meget omfattende kompendie omkring betta splendens historie og opdræt.

Det anbefales at have kampfisk i 15 liter akvarie eller mere.

## Farver og mønster
Farver
A1 - Red
A2 - Black
B1 - Royal Blue
B2 - Steel Blue
B3 - Turquoise/Green
C1 - Clear/Yellow/Orange
C2 - Pastel
C3 - Opaque
Mønster
D1 - Dark Bicolor
D3 - Light Bicolor
E1 - Butterfly
E2 - Multicolor
E3 - Marble/Grizzled